# Антония Люксембургска
Антония Роберта София Вилхелмина Люксембургска (на немски: Antonia Roberta Sophie Wilhelmine Prinzessin von Luxemburg und von Nassau; * 7 октомври 1899, дворец Хоенбург, Бавария; † 31 юли 1954, Ленцерхайде, Швейцария) е принцеса от Люксембург от династията Насау-Вайлбург и чрез женитба последната трон-принцеса на Бавария.

## Биография
Тя е четвъртата дъщеря на херцог Вилхелм IV фон Насау-Вайлбург (1852 – 1912), велик херцог на Люксембург, и инфанта Мария Анна Браганца Португалска (1861 – 1942), дъщеря на крал Мигел I (1802 – 1866) и принцеса Аделхайд фон Льовенщайн-Вертхайм-Розенберг (1831 – 1909). Внучка е на Адолф I фон Насау-Вайлбург (1817 – 1905), велик херцог на Люксембург, и принцеса Аделхайд Мария фон Анхалт-Десау (1833 – 1916).
На 20 февруари 1918 г. Антония Люксембургска е сгодена за по-стария с 30 години трон принц Рупрехт Баварски, но по политически причини годежът е развален. През февруари 1921 г. те отново се сгодяват.
Антония Люксембургска се омъжва цивилно на 6 април 1921 и църковно на 7 април 1921 г. в дворец Хоенбург близо до Ленгриз, Горна Бавария, за тронпринц Рупрехт Баварски (* 18 май 1869; † 2 август 1955), най-големият син на последния баварски крал Лудвиг III Баварски (1845 – 1921) и ерцхерцогиня Мария Тереза Австрийска-Есте (1849 – 1919). Тя е втората му съпруга.
Рупрехт е против национал-социалистите и през 1939 г. трябва да избяга в Италия. На 27 юли 1944 г. Антония и нейните деца са затворени в концентрационните лагери Захсенхаузен, след това в КЦ Дахау. Освободени са през април 1945 г.
Антония Люксембургска умира на 54 години на 31 юли 1954 г. в Ленцерхайде, Швейцария. Погребана е в Кампо Санто Тевтонико в Рим. Сърцето ѝ е погребано отделно в кралската „Гнаденкапела“ на Алтьотинг в Горна Бавария.

## Деца
Антония Люксембургска и Рупрехт Баварски имат шест деца:
- Хайнрих Франц Вилхелм, (* 28 март 1922, дворец Хоенбург при Ленгриз; † 14 февруари 1958 при автомобила катастрофа в Аржентина, погребан в Андекс), женен в Ст. Жан де Луц на 31 юли 1951 Анна де Лустрак (* 27 септември 1927; † 16 август 1999 в автомобилна катастрофа в Милано)
- Ирмингард Мария Йозефа (* 29 май 1923, Берхтесгаден; † 23 октомври 2010), омъжена в замък Нимфенбург, Мюнхен, на 20 юли 1950 г. за принц Лудвиг Карл Мария Баварски (* 22 юни 1913), син на принц Франц Мария Луитполд Баварски (1875 – 1957) и внук на крал Лудвиг III Баварски
- Едита Мария Габриела Анна (* 16 септември 1924, Хоенбург; † 4 май 2013, Мюнхен), омъжена I. в Милано на 12 ноември 1946 г. за Тито Брунети (* 18 декември 1905, Флоренция; † 13 юли 1954 в автомобилна катастрофа близо до Пиаченца), II. в Тегернзе на 29 декември 1959 г. за Густав Шимерт (* 28 ноември 1910, Будапеща; † 16 май 1990, Мюнхен)
- Хилда Хилдегард Мария Габриела (* 24 март 1926, Берхтесгаден; † 5 май 2002, Мюнхен), омъжена в Лима, Перу, на 12 февруари 1949 г. за Жуан Локет де Лоайца (* 30 март 1912; † 8 декември 1987)
- Габриела Аделгунда Мария Терезия Антония (* 10 май 1927, Берхтесгаден; † 19 април 2019), омъжена в замък Нимфенбург на 18 юни 1953 г. за херцог Карл фон Крой (* 11 октомври 1914, Дюселдорф; † 14 юни 2011)
- София Мария Тереза (* 20 юни 1935, Щарнберг), омъжена в Берхтесгаден на 18/20 януари 1955 г. за принц и херцог Жан фон Аренберг (* 14 юли 1921; † 15 август 2011, Лузана)